# Кубланов, Освальд Моисеевич
Освальд Моисеевич Кубланов (13 декабря 1916 — 16 ноября 1989) — советский, латвийский журналист и киносценарист.

## Биография
Освальд Кубланов родился 13 декабря 1916 года в городе Торопец Псковской губернии, куда была эвакуирована его семья.
Вернулся в Латвию в 1919 году. Окончил частную гимназию Я. Ландау в Риге (1934), курсы журналистики (1940) и Всесоюзный государственный институт кинематографии в Москве (1954).
Работал руководителем отдела в газете «Пролетарская правда» (1940), корреспондентом в республиканских газетах «Советская Латвия» и «Пионерис». Член коллегии сценарного отдела Рижской киностудии (с 1962), главный редактор (1976—1981).
Ушёл из жизни 16 ноября 1989 года. Похоронен на еврейском кладбище Шмерли в Риге.

## Фильмография

#### Сценарист
- 1956 — Причины и следствия
- 1963 — Он жив
- 1964 — До осени далеко
- 1968 — Когда дождь и ветер стучат в окно
- 1969 — Тройная проверка

#### Редактор
- 1969 — Белые дюны
- 1972 — Петерс
- 1972 — Афера Цеплиса
- 1974 — Свет в конце тоннеля
- 1974 — Яблоко в реке
- 1975 — Стрелы Робин Гуда
- 1976 — Семейная мелодрама

#### Роли в кино
- 1975 — Ключи от рая — Ариф Гусейнов
- 1980 — Синдикат-2 — Гакье